# Konsubstancjacja
Konsubstancjacja (łac. consubstantiatio) – nauka teologiczna o obecności ciała i krwi Jezusa Chrystusa w chlebie i winie w sakramencie eucharystii. Według doktryny, w sakramencie eucharystii współistnieją ze sobą substancje chleba i ciała oraz wina i krwi Chrystusa. Niektórzy teologowie łączą pojęcie konsubstancjacji z głoszoną w teologii luterańskiej nauką o unii sakramentalnej.
W odróżnieniu od przyjętej przez Kościół katolicki doktrynie transsubstancjacji, nauka o konsubstancjacji zakłada, iż w darach eucharystycznych nie dochodzi do przemiany substancji chleba i wina w substancję ciała i krwi Chrystusowej, przy zachowaniu cech akcydentalnych (pozornej postaci) pokarmów, lecz do współistnienia substancji ciała i krwi Chrystusa z substancją chleba i wina.
Nauka o konsubstancjacji współistniała w Kościele Zachodnim do Soboru Laterańskiego IV w 1215 roku, który jako obowiązującą przyjął naukę o transsubstancjacji (choć zagadnienie było podejmowane także po soborze przez Dunsa Szkota i Williama Ockhama).
Konsubstancjacja odgrywała znaczącą rolę w rozwijającym się w XIV wieku w Anglii ruchu lollardów. Doktryna przetrwała na gruncie anglikanizmu, zwłaszcza w jego wysokokościelnym i anglokatolickim nurcie.